# Cynthia Prado
Cynthia Peralta de Almeida Prado é uma herpetóloga brasileira referência em ecologia reprodutiva de anfíbios anuros. É formada pela UFMS em Ciências Biológicas, onde também realizou mestrado em Ecologia e Conservação. Doutorou em Zoologia pela UNESP - Rio Claro em 2004. É professora da Universidade Estadual Paulista "Júlio de Mesquita Filho" desde 2008, no câmpus de Jaboticabal, tendo desenvolvido pesquisas sobre a evolução de aspectos reprodutivos de anfíbios anuros. Um de seus trabalhos mais notáveis é a revisão dos modos reprodutivos em anuros junto com Célio Haddad.
Em 2014, conquistou terceiro lugar no Prêmio Jabuti, na categoria de Ciências Naturais, com o livro de sua coautoria intitulado "Guia dos Anfíbios da Mata Atlântica - Diversidade e Biologia".